# Sutton Peak, British Columbia
Sutton Peak är en bergstopp i Kanada.   Den ligger i provinsen British Columbia, i den sydvästra delen av landet, 3 700 km väster om huvudstaden Ottawa. Toppen på Sutton Peak är 1 874 meter över havet.
Terrängen runt Sutton Peak är huvudsakligen bergig.Trakten runt Sutton Peak är nära nog obefolkad, med mindre än två invånare per kvadratkilometer..
I omgivningarna runt Sutton Peak växer i huvudsak barrskog.